# Zygometra microdiscus
Zygometra microdiscus es una especie de lirio de mar de la familia Zygometridae.

## Morfología
De simetría pentaradial, su cuerpo está formado por un disco en forma de copa, compuesto de anillos de placas. La boca se sitúa en el centro del disco y tiene una serie de pínnulas alrededor, cuyos segmentos terminales están modificados formando un peine. De adulto, tiene entre 50 y 100 brazos, que están pinnados en un mismo plano, lo que les da la apariencia de plumas. Las pínnulas proximales de los brazos son basalmente robustas, de unos 32 mm de largo y 25-60 segmentos. Los brazos se componen de una serie de osículos, o huesecillos, articulados, ligamentos, músculos, y en su interior cuentan con extensiones de los sistemas nervioso, vascular y reproductivo. Al tiempo, poseen una serie de apéndices rodeando la ranura ambulacral, que utiliza para la alimentación y la respiración. La característica distintiva de las especies de la familia consiste en la unión de los osículos del primer braquial por medio de una articulación rígida denominada syzygy. Dada su ubicación, se hace casi imposible su identificación sobre el terreno.
En su parte aboral, o inferior, poseen unos apéndices alargados para anclarse al sustrato, denominados "cirri", con 45-70 segmentos. Los segmentos distales de los cirri tienen una espina distintiva.
Para desplazarse utiliza el movimiento sincronizado, y de forma alterna, de sus brazos; que oscilan verticalmente de abajo a arriba. Lo que supone un espectáculo visual para los humanos.
La coloración varía en cada individuo, sus colores pueden ser con anchas bandas concéntricas amarillas y marrones, o totalmente blanco con estrechas bandas oscuras o completamente marrones con moteado blanco.

## Hábitat y comportamiento
Suelen anclarse en algas del género Halimeda o a pequeñas rocas, con sus brazos extendidos formando un abanico parabólico, y con algunas puntas más bajas de los brazos tocando el sedimento. Ante las perturbaciones se pliega en posición meridional, con los brazos curvados hacia la superficie oral. Frecuentan fondos arenosos.
Se localizan entre 0 y 128 metros de profundidad.

## Distribución geográfica
Se distribuyen en el océano Índico este, y en el Pacífico sudoeste. Es especie nativa de la isla de Aru, Indonesia, y de Australia, Territorio Norte, y al suroeste hasta Shark Bay, y al este hasta Port Curtis.

## Alimentación
Filtradores, se alimentan de zooplancton y fitoplancton.

## Reproducción
La reproducción sexual se produce por fertilización externa. Las larvas poseen un tallo, que pierden al madurar, convirtiéndose en animales de vida libre.

## Galería

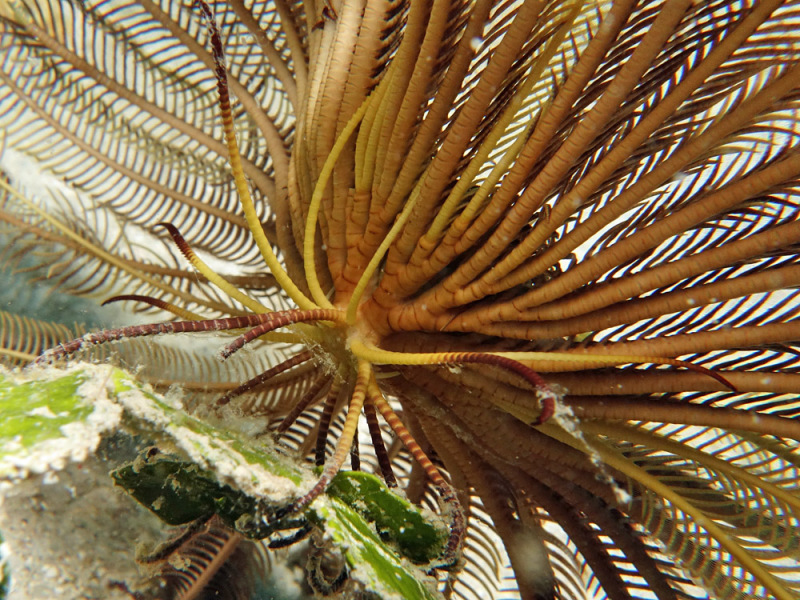
Vista de cirri de Zygometra microdiscus anclada a un alga Halimeda, 18 m de profundidad, Watson Bay, isla Lizard, Australia
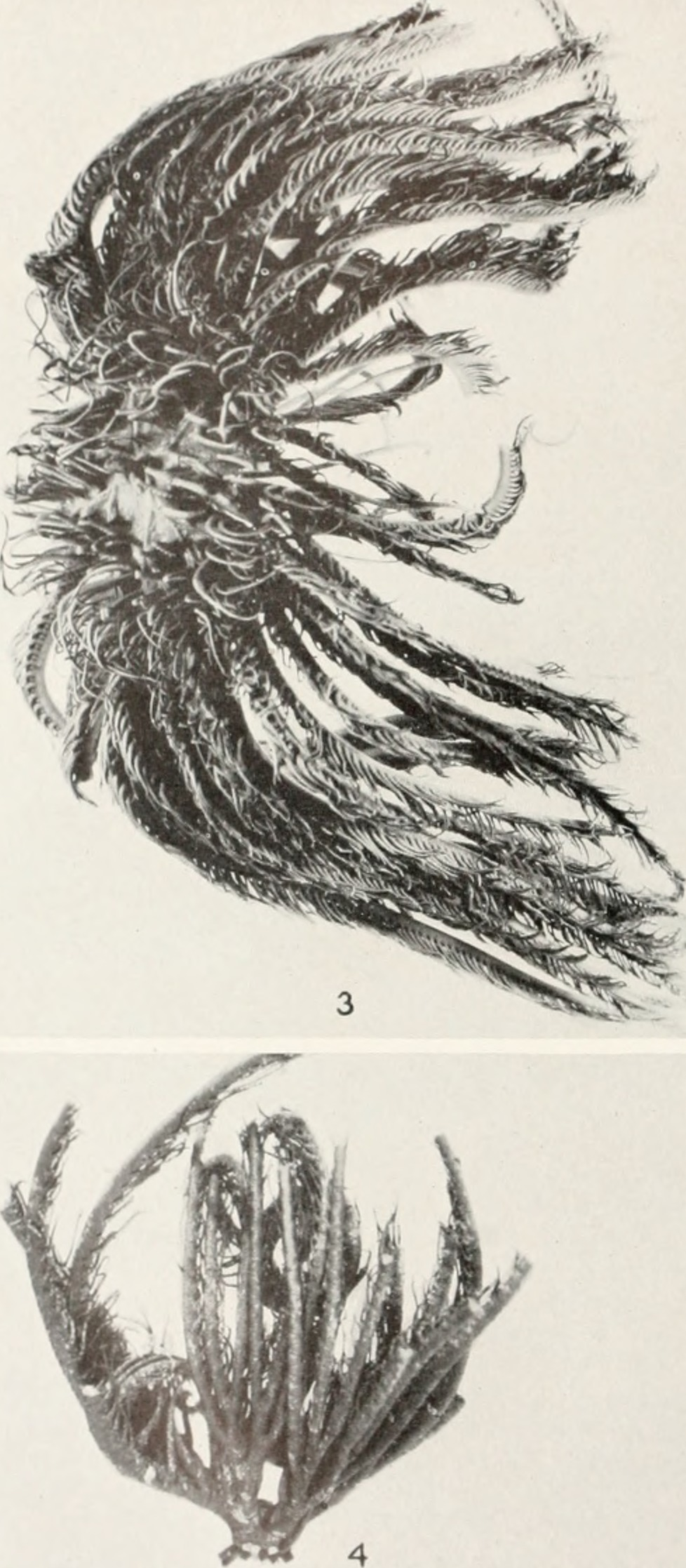
Ilustraciones de Z. microdiscus del  U.S. National Museum Bulletin b2. part 4a plate 2. 1877.
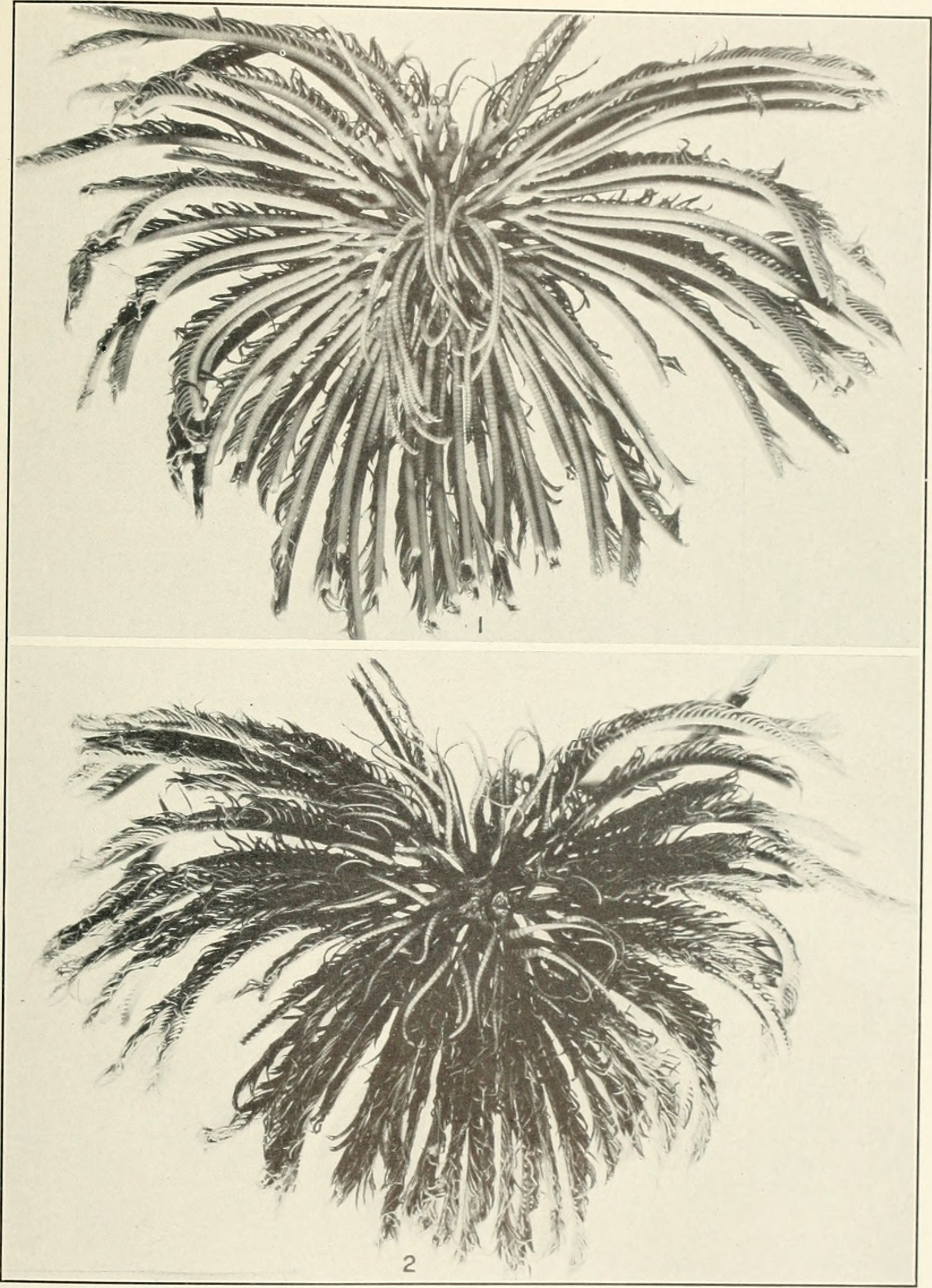
Zygometra microdiscus. Imagen de la página 592 del "Bulletin - United States National Museum" (1877)
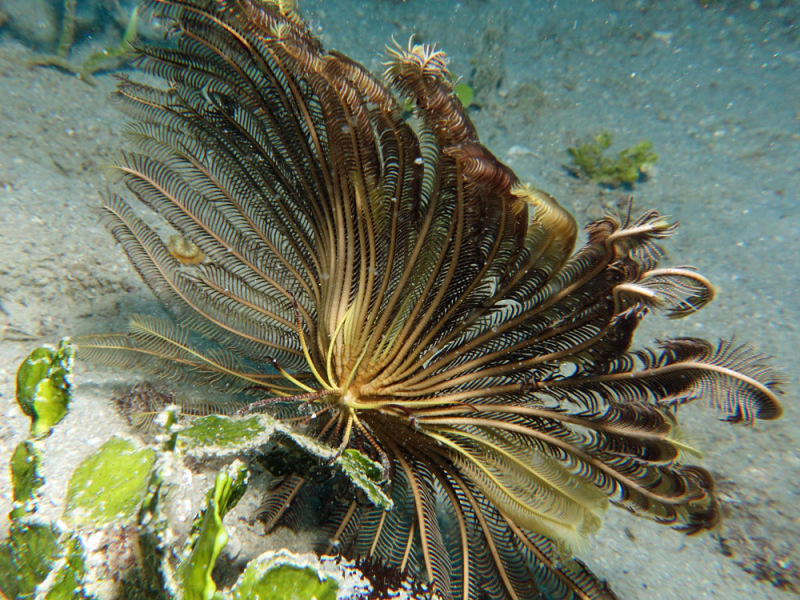
Vista lateral de Z. microdiscus mostrando braquiales y cirri, a 18 m de profundidad, en Watson Bay, isla Lizard, Australia